# Labinsk
Labinsk (ru. Лабинск) este un oraș din regiunea Krasnodar, Federația Rusă, cu o populație de 61.446 locuitori.